# Badolato
Badolato là một đô thị thuộc tỉnh Catanzaro trong vùng Calabria của nước Ý. Đô thị này có diện tích  km², dân số năm 2007 là 3275 người.

Đô thị Badolato có cự ly 30 km so với Catanzaro bên bờ biển Ionia của Calabria. Đô thị này nằm ở khu vực có độ cao 240 m trên mực nước biển và có nhiều giáo đường Byzantine.